# Clube Desportivo de Tondela
El Clube Desportivo de Tondela (CDT) es un club portugués, ecléctico y polideportivo de la ciudad de Tondela, cabecera municipal, distrito de Viseu, provincia de Beira Alta, región Centro (región de Beiras) y subregión Viseu Dão-Lafões. Actualmente milita en la Primeira Liga, la primera división de fútbol en el país.
La fecha del 6 de junio de 1933 marca el inicio de la historia del Clube Desportivo de Tondela, que tiene al fútbol como deporte predominante. Un club ecléctico, los siguientes deportes están activos en su personal: fútbol, tenis, deportes electrónicos, ecuestre y baloncesto. Desde su fundación, el club 'Beiras' también ha promovido otros deportes como Ciclismo, Tenis de Mesa, Rugby, Gimnasia, Danza, Natación o Fútbol Sala.
El Estadio João Cardoso es la sede de los juegos como invitado del equipo de fútbol profesional del Clube Desportivo de Tondela. Apodado por muchos aficionados en Tondela como 'Inferno das Beiras', su estadio, que tiene capacidad para 5000 espectadores, forma parte de un Complejo Deportivo, ubicado en la Rúa Eurico José Gouveia.
Los colores del CDT son verde y amarillo idénticos a los del Municipio de Tondela. El Clube Desportivo de Tondela recibe el apodo habitual de 'Maior das Beiras' por ser el club de su región con más honores y expresión en el fútbol portugués. Beirões, Tondelenses o Auriverdes son otros apodos que normalmente se asocian con el club, los deportistas y la afición.
El punto más alto de su historia en el fútbol portugués fue el título de Campeón Nacional de la II Liga en 2014/2015 y el consiguiente ascenso a Primera Liga. Desde que alcanzó el nivel más alto del fútbol portugués.
Los 'auriverdes' tienen la fuerza de sus partidarios concentrados mayoritariamente en su región y actualmente cuentan con unos 3000 miembros. Su animadora oficial es 'Febre Amarela'.

## Historia
El club fue fundado el martes 6 de junio de 1933. 
El sueño se cumple en una larga historia. El Clube Desportivo de Tondela (C.D.T.) en camino a casi un siglo de vida, confirma un legado y currículum de suma importancia en la región de Beira Alta y en el panorama nacional.

### Fusionar dos emblemas para crear un club más grande
Todo empezó con la extinción de dos clubes en el entonces pueblo de Tondela: el 'Tondela Foot-Ball Club' (fundado el 1 de enero de 1925) y el 'Operário Atlético Clube' (fundado a finales de 1931). Aunque nunca se encontraron dentro de las cuatro líneas, había en ese momento un ambiente de rivalidad entre los dos clubes, pero luego de algunas conversaciones las dos juntas decidieron impulsar la fusión de los emblemas para dar lugar a un club más grande, el 'Clube Desportivo. de Tondela ', que adoptaría los colores verde y amarillo del Municipio. El primer presidente de la Junta Directiva del Clube Desportivo de Tondela fue José Tavares Santos e Silva.

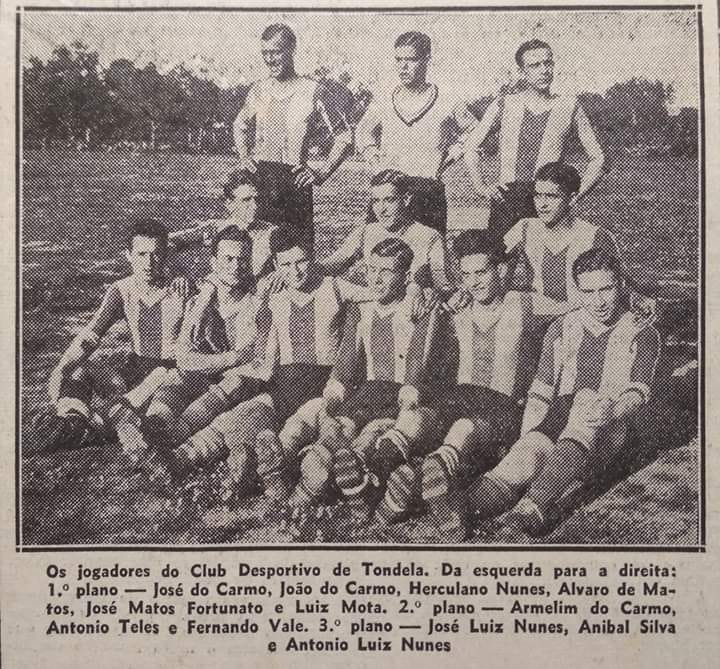
Primer equipo de la historia del Clube Desportivo de Tondela (1933/1934).

### En 1933: primer juego, inauguración del 'Campo do Pereiro' y debut del equipo 'auriverde (amarillo y verde)'
El primer partido jugado por un equipo del CDT fue un amistoso el 17 de septiembre de 1933 contra el União Futebol Coimbra Clube, que sirvió como partido de presentación para el equipo de Tondela e inauguración del Campo do Pereiro (actualmente Estadio João Cardoso). El resultado final fue un empate (0-0). El Desportivo de Tondela se alineó con: Aníbal Maria da Silva; José Luís Nunes Júnior; António Luís Nunes; Américo de Oliveira; António da Costa Teles; Herculano Fernandes; José do Carmo Gonçalves; José Alves Cardoso; José Jorge Diniz dos Santos; João do Carmo Figueiredo y Luís Mota. Ocho elementos de este equipo eran del ex Tondela Futebol Clube, dos del Operário Atlético Clube (José Alves Cardoso y Luís Mota) y un novato, Américo de Oliveira, deportista que vivió en Tondela durante algunos años. Después de ese partido, los 'Beirões' disputaron su primer campeonato oficial en la temporada 1933/1934, mostrando a sus atletas en los juegos la equipación tradicional con la camiseta listada verticalmente en amarillo y verde, pantalón negro, con calcetines listados en amarillo y verde en la horizontal. . 

### Un largo viaje con mucha historia para llegar a la Premier League en 2015
No duró mucho hasta que el CD Tondela logró sus primeros logros tras su fundación en 1933. Siete temporadas más tarde, la selección absoluta se coronaría campeón distrital de 1.ª División, hazaña que se repitió en el año inmediatamente siguiente. El CDT fue dos veces campeón de distrito en su primera década de existencia. En su historia, Desportivo desde los años 40, acumula numerosas participaciones en campeonatos nacionales, predominantemente en la 3a y 2a División Nacional, hasta que en la temporada 2011/2012, el CDT logra un acceso sin precedentes al fútbol profesional y, en concreto, a la Segunda Liga. Posteriormente, en 2014/2015, se proclamó Campeón Nacional de la II Liga y por primera vez en la historia del club Beira ascendió a Primera División Nacional, que sigue siendo hasta la actualidad.

### CDT 'Museo' con trofeos nacionales en fútbol juvenil y deportes
CDT 'Museo' con trofeos nacionales en fútbol juvenil y deportes Pero el “museo” del CDT no se trata solo del fútbol sénior, ya que el club también ha garantizado, a lo largo de los años, algunos trofeos o logros importantes en su formación y, en particular, en sus 11 selecciones de fútbol. Ganar el título de Campeón Nacional Júnior 2a División en 2017/2018 o la presencia en la Fase Final de Clasificación Campeón Nacional U19 de Primera División en 2018/2019 son récords de mayor relevancia registrados en su historia. Los deportes del Club Deportivo de Tondela también han ganado algunos trofeos relevantes a nivel regional y nacional.

### La importancia de João Cardoso en la vida del CDT

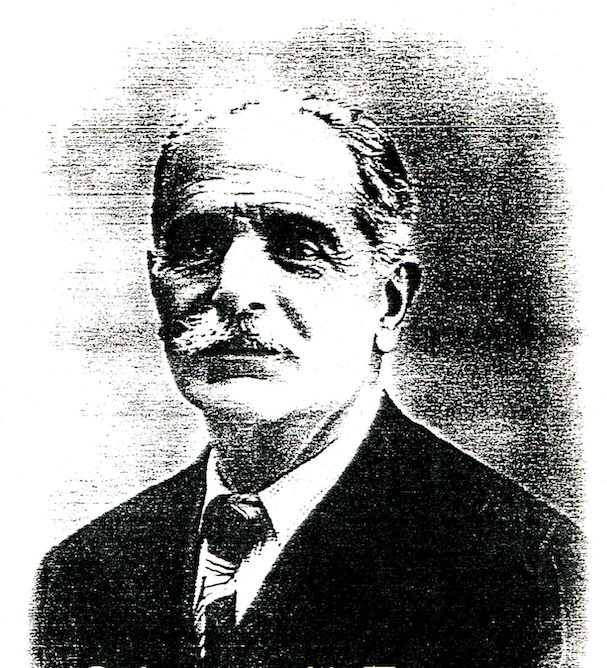
João Cardoso, el hombre que da nombre al estadio Clube Desportivo de Tondela
El hombre que da nombre al estadio, João Cardoso, cedió en el momento de la fundación del Clube Desportivo de Tondela, el terreno para la construcción del Campo do Pereiro (ahora Estadio João Cardoso), ayudando mucho a la institución con esta acción. La influencia de João Cardoso y su familia fue decisiva para la existencia del fútbol en Tondela. Posteriormente, el 8 de diciembre de 1990, el ex 'Campo do Pereiro', ahora se llama Estadio João Cardoso en honor a él y su familia.

### Estadio del club
De 1933 a 1990, el estadio João Cardoso se llamaba anteriormente 'Campo do Pereiro'. El 8 de diciembre de 1990, el club cambió el nombre de su estadio en honor a João Cardoso, el hombre que cedió el terreno al Clube Desportivo de Tondela para la construcción de su campo. En esa fecha, se realizó una ceremonia en honor a João Cardoso en las personas de sus hijos, con la presencia de miembros y simpatizantes.
Desde 1990, el Estadio Clube Desportivo de Tondela ha sido objeto de varias obras de recalificación, en particular con la mejora de la infraestructura y un aumento continuo de la capacidad hasta el día de hoy.
En 1994, cuando el CDT ascendió a la II División Nacional, el Estadio João Cardoso sufrió su primera gran recalificación con el lanzamiento del campo de juego, un aumento en la capacidad del estadio con un aumento sustancial en la grada lateral. También se construyó una nueva tribuna en una de las cimas del estadio. La primera remodelación importante del estadio se completó en el verano de 1995.
En los años siguientes, alrededor del estadio, la infraestructura del club siguió creciendo. Primero se inauguró un pabellón deportivo y, posteriormente, se construyó la cancha N ° 2, siendo el Estadio João Cardoso parte de un Complejo Deportivo.
Posteriormente, a principios del nuevo milenio, el Estadio João Cardoso sufrió una nueva remodelación, principalmente con la construcción de nuevos vestuarios, implementación de nuevas torres de iluminación y remodelación de las gradas, aumentando su capacidad con capacidad para 2.674 espectadores. También se reestructuró el campo n.º 2 ubicado en el complejo con la construcción de un pequeño banco detrás de uno de los postes de la portería y con la sustitución del piso hasta ahora de tierra por césped sintético (ahora con piso de césped). Esta recalificación del estadio del club se completó en 2008 con el Estadio João Cardoso siendo 'premiado' con un entrenamiento de la selección portuguesa, en preparación para la Euro 2008, con una ceremonia protocolaria que también tuvo lugar para marcar el momento de la recalificación de este patrimonio del club Beira con la presencia de dirigentes del CDT, miembros del gobierno de Portugal, directores de la Federación Portuguesa de Fútbol, concejales municipales y por el atleta Nuno Gomes, capitán de la selección 'A' de Portugal en ese momento. 
En 2015, con el ascenso de Tondela a la Premier League, el estadio necesitaba sufrir aún más recalificaciones para poder disputar los partidos del campeonato en sus instalaciones, de acuerdo con el reglamento de la Liga Portugal, entidad que organiza los campeonatos profesionales. Esta última intervención significativa en el estadio prácticamente duplicó su capacidad a 5.000 asientos para espectadores. 
La mayor asistencia de público al estadio se registró el 21 de mayo de 2017 en el partido de la Premier League entre CD Tondela y SC Braga (2-0) con 4.987 espectadores.

### Curiosidades históricas del CD Tondela en la Primera Liga portuguesa
El primer partido oficial del Clube Desportivo de Tondela en la Primeira Liga se disputó contra el Sporting CP el 15 de agosto de 2015 en el Estadio Municipal de Aveiro (prestado del CD Tondela), referido a la temporada 2015/2016. El resultado del partido fue favorable para el equipo visitante (1-2). En ese partido, Luís Alberto hizo historia al marcar el 1.er gol para el CD Tondela, en la Primeira Liga.
El club logró su primera victoria en la Primeira Liga, en la tercera jornada de la temporada 2015/2016, al vencer al Nacional da Madeira en el Estadio João Cardoso, por 1-0 con gol de Kaká.
El mejor ranking de la historia del Clube Desportivo de Tondela en la Primeira Liga se remonta a la temporada 2017/2018 con un puesto 11 en la clasificación. El técnico en ese momento era Pedro Filipe 'Pepa'.
En las temporadas 2015/2016, 2016/2017 y 2018/2019, el CD Tondela solo logró mantenerse en la Primeira Liga con victorias en la última jornada del campeonato.
Mayor victoria en casa (Estadio João Cardoso) en la Premier League: CD Tondela 5-2 GD Chaves (19 de mayo de 2019 - 2018/2019)
Mayor victoria a domicilio en la Premier League: FC Paços de Ferreira 1-4 CD Tondela (6 de mayo de 2016 - 2015/2016).
Los 'Beirões' ha sido el único club de la zona central y también del interior del país que ha disputado la Premier League en los últimos años.
El CD Tondela, junto con el SL Benfica, el FC Porto y el Sporting CP son los únicos clubes de la Primeira Liga que nunca han descendido a la Segunda Liga.
El Clube Desportivo de Tondela cuenta con más de 200 partidos oficiales disputados y siete temporadas consecutivas en Primera División.

## Miembros y simpatizantes

### Socios CDT
Los 'auriverdes' tienen la fuerza de sus partidarios concentrados mayoritariamente en su región y actualmente cuentan con unos 3000 miembros.

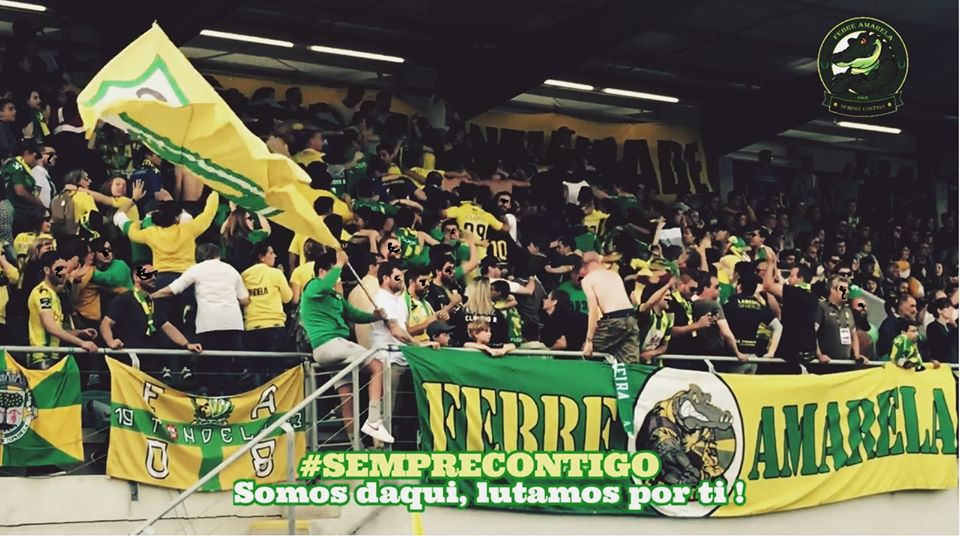
'Febre Amarela' - Fiebre Amarilla

### Porristas organizadas CDT
Fiebre amarilla: Fundada en 2008 por fervientes jóvenes fanáticos del Clube Desportivo de Tondela, 'Febre Amarela' es su equipo oficial de animadoras. En todos los partidos en los 'beirões', ya sea en el Estadio João Cardoso o en los estadios de los rivales del CDT, la Fiebre Amarilla siempre está presente apoyando al equipo de forma organizada. La mascota adoptada por la animadora desde su fundación fue un animal 'cocodrilo' que luego sería adoptado por el Club Deportivo Tondela como mascota oficial. En 2023, la Fiebre Amarilla celebrará 15 años de existencia
Antiguos grupos de apoyo:
Pájaro carpintero amarillo - Fundada en 1994
Ultras MDXV 1515 - Fundada en 2011

## Patrimonio (infraestructura deportiva)

### Estadio

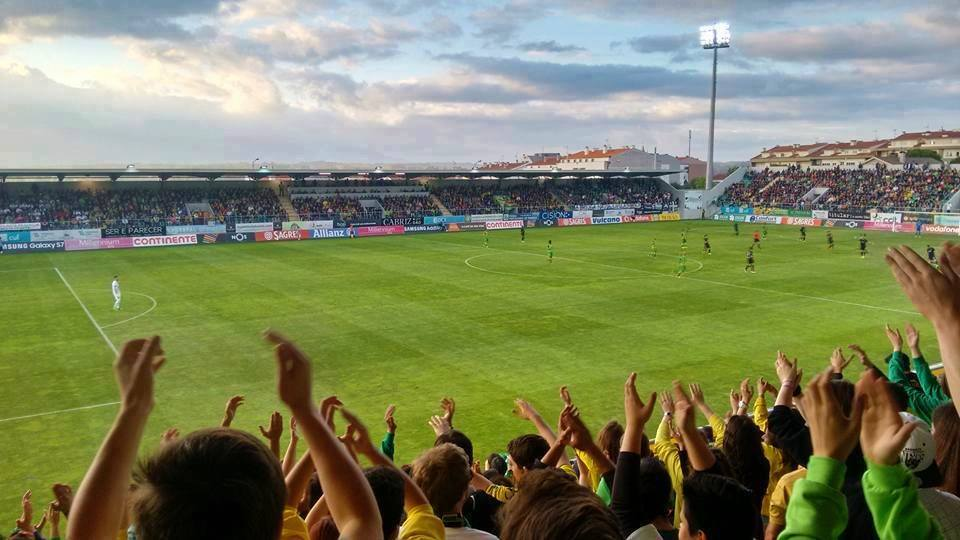
Estadio João Cardoso (CD Tondela, Portugal)

El equipo juega sus partidos en casa en el Estadio João Cardoso. 
El Complejo Deportivo del Club Deportivo de Tondela, incluye dos campos de césped para la práctica del fútbol, uno en el estadio principal y otro en el campo N ° 2 (entrenamiento). Además, el Complejo del Estadio João Cardoso también cuenta con un Pabellón Deportivo.
El Estadio João Cardoso tiene actualmente una capacidad para 5,000 espectadores (asientos).
De 1933 a 1990, el estadio João Cardoso se llamaba anteriormente 'Campo do Pereiro'. El 8 de diciembre de 1990, el club cambió el nombre de su estadio en honor a João Cardoso, el hombre que cedió el terreno al Clube Desportivo de Tondela para la construcción de su campo. En esa fecha, se realizó una ceremonia en honor a João Cardoso en las personas de sus hijos, con la presencia de miembros y simpatizantes.
La mayor asistencia de público al estadio se registró el 21 de mayo de 2017 en el partido de la Premier League entre CD Tondela y SC Braga (2-0) con 4.987 espectadores.

### Campo n.º 2
El 'Campo nº2' ubicado en el polideportivo del Estadio João Cardoso fue una obra realizada hacia finales de los años 90. Este polideportivo, inicialmente con suelo de tierra batida, estaba idealizado para entrenamientos y partidos de los equipos de entrenamiento del Clube Desportivo de Tondela. , también apoyando al equipo principal. A principios del nuevo milenio, el 'Campo Nº2' fue reestructurado continuamente, primero con la construcción de un pequeño banco detrás de una de las porterías y la sustitución del piso por césped sintético. En 2013, este campo volvió a ser objeto de obras de mejora. Una vez más, el tipo de pavimento fue sustituido por césped natural. Este campo solo se utiliza para la formación del equipo profesional de 'Beirões'. 

### Pabellón de deportes
En el Complejo Estadio João Cardoso, el Club Deportivo Tondela también cuenta con un Pabellón Deportivo inaugurado a principios de la década de los 90, que se utiliza para el entrenamiento en diversos deportes, celebración de Juntas Generales o eventos. 

### Academia CDT
En los últimos años, el Clube Desportivo de Tondela ha dado pasos seguros en cuanto a niveles de formación y en cuanto a resultados deportivos, escolares y de fútbol profesional. El enfoque / misión de entrenar atletas con habilidades para el equipo sénior, siempre en sintonía con las habilidades académicas y sociales de niños y jóvenes, pronto "ganará" un nuevo refuerzo: la Academia CDT. Un espacio construido desde cero en las afueras de la ciudad de Tondela, a 5 km del Estadio João Cardoso, íntegramente diseñado para equipos de entrenamiento, donde tendrán sus propias instalaciones para entrenar, jugar y algunos podrán vivir.

## Palmarés

### Títulos Campeón (equipo principal - seniors)
| NACIONALES                       | NACIONALES | NACIONALES                                   |
| Competencia                      | Títulos    | Temporadas                                   |
| Segunda Liga                     | 2          | 2014–15, 2024–25                             |
| III Divisão                      | 1          | 2008–09                                      |
| REGIONAIS                        | REGIONAIS  | REGIONAIS                                    |
| Competencia                      | Títulos    | Temporadas                                   |
| AF Viseu Liga de Honra           | 5          | 1940–41, 1941–42, 1949–50, 1985–86 e 2004–05 |
| AF Viseu Primeira Divisão        | 3          | 1951–52, 1963–64 y 1972–73                   |
| Taça Sócios de Mérito (AF Viseu) | 2          | 2003–04 y 2004–05                            |
| -------------------------------- | ---------- | -------------------------------------------- |

#### Campañas destacadas con promoción de división
- Campeonato Nacional da 2.ª Liga (2014/2015) - Promoção à 1.ª Liga Portuguesa de Futebol;
- Campeonato Nacional da 2.ª Divisão – Zona Centro (2011/2012) - Promoção à 2.ª Liga Portuguesa de Futebol;
- Campeonato Nacional da 3.ª Divisão (2008/2009) - Promoção à 2.ª Divisão Portuguesa de Futebol;
- Campeonato Nacional da 2ª Liga (Província da Beira Alta) (1941/1942);
- Campeonato Distrital de Promoção (2.ª Divisão) (1934/1935);
- Campeonato Distrital de Reservas (1939/1940, 1940/1941);

#### Menciones importantes
- Presenças consecutivas na 1.ª Liga (2015/2016, 2016/2017, 2017/2018, 2018/2019, 2019/2020, 2020/2021 e 2021/2022);
- Presenças consecutivas na 2.ª Liga (2012/2013, 2013/2014 e 2014/2015);
- Presenças consecutivas no Campeonato Nacional da 2.ª Divisão (2009/2010, 2010/2011 e 2011/2012);
- Presenças consecutivas no Campeonato Nacional da 2.ª Divisão B (1994/1995, 1995/1996 e 1996/1997);
- Presenças no Extinto Campeonato Nacional da 2ª Liga (Província da Beira Alta) (1936/1937, 1939/1940, 1941/1942, 1944/1945 e 1945/1946);
- Presenças consecutivas no Campeonato Nacional da 3.ª Divisão (1976/1977, 1977/1978, 1978/1979, 1979/1980, 1980/1981, 1981/1982, 1982/1983, 1983/1984, 1984/1985 | 1987/1988 e 1988/1989 | 1992/1993 e 1993/1994 | 1997/1998 e 1998/1999 | 2005/2006, 2006/2007, 2007/2008 e 2008/2009);
- Presença no Extinto Campeonato Nacional da 3.ª Divisão (1949/1950);
- Vencedor do Play-off de acesso ao Campeonato Distrital de Honra (1.ª subida) (1934/1935);
- Vicecampeón do Campeonato Nacional da 2.ª Divisão – Play-Off (Subida à 2.ª Liga) (2011/2012);
- Vicecampeón no Campeonato Nacional da 3.ª Divisão – Série C (Subida ao Nacional da 2.ª Divisão) (1993/1994);
- Vicecampeón do Campeonato Nacional da 2.ª Liga (Província da Beira Alta) (1939/1940);
- Vicecampeón do Campeonato Distrital de Honra (acesso ao Campeonato Nacional da 2.ª Liga) (1936/1937, 1939/1940);
- Vicecampeón do Campeonato Distrital de Reservas (1941/1942, 1945/1946).

### Títulos - Escalões de formação
| NACIONAIS                                     | NACIONAIS | NACIONAIS                  |
| Competencia                                   | Títulos   | Temporadas                 |
| Campeonato Nacional da 2ª Divisão de Juniores | 1         | 2017–2018                  |
| REGIONAIS                                     | REGIONAIS | REGIONAIS                  |
| Competencia                                   | Títulos   | Temporadas                 |
| Campeonato Distrital de Juniores AF Viseu     | 3         | 1974–75, 1982–83 e 2012–13 |
| Campeonato Distrital de Juvenis AF Viseu      | 2         | 1993–94 e 2013–14          |
| Campeonato Distrital de Iniciados AF Viseu    | 1         | 2013–14                    |
| Taça de Encerramento da AF Viseu Sub-19       | 1         | 2017–18                    |
| --------------------------------------------- | --------- | -------------------------- |

##### Otros Campañas destacadas
- Presenças na Fase Final de Juniores de Ap. Campeão da AF Viseu (1974/1975, 1993/1994, 2002/2003, 2005/2006 e 2012/2013);
- Presenças na Fase Final de Juvenis de Ap. Campeão da AF Viseu (1993/1994, 2012/2013 e 2013/2014);